# Patrick Müller (ciclista)
Patrick Müller (18 d'abril de 1996) és un ciclista suís que va ser professional durant els anys 2018 i 2019. Combinà la carretera amb el ciclisme en pista i el ciclocròs.

## Palmarès en ruta
- 2013
  -  Campió de Suïssa júnior en ruta
  - 1r al Tour de Berna júnior
  - Vencedor d'una etapa al Tour del Pays de Vaud
- 2014
  -  Campió de Suïssa júnior en ruta
  - Vencedor d'una etapa al Tour del Pays de Vaud
- 2015
  -  Campió de Suïssa sub-23 en ruta
- 2016
  - 1r al Giro del Belvedere
- 2017
  - 1r a la Brussel·les-Opwijk
- 2019
  - 1r a la Volta Limburg Classic

## Palmarès en pista
- 2013
  -  Campió de Suïssa en velocitat per equips
- 2017
  -  Campió de Suïssa en persecució per equips